# Blies
Pour les articles homonymes, voir Blies (homonymie).
La Blies (prononcé [bliz]) est une rivière franco-allemande. Elle prend sa source dans le massif du Hunsrück et coulant globalement vers le sud traverse les villes de Saint-Wendel, Ottweiler, Neunkirchen, Bliesmengen, Blieskastel (localités qui reprennent le nom de la rivière) en Allemagne et de Sarreguemines, dans le département de la Moselle (France), où elle rejoint la Sarre en rive droite. Sur la fin de son cours, elle matérialise la frontière entre les deux pays.

## Géographie

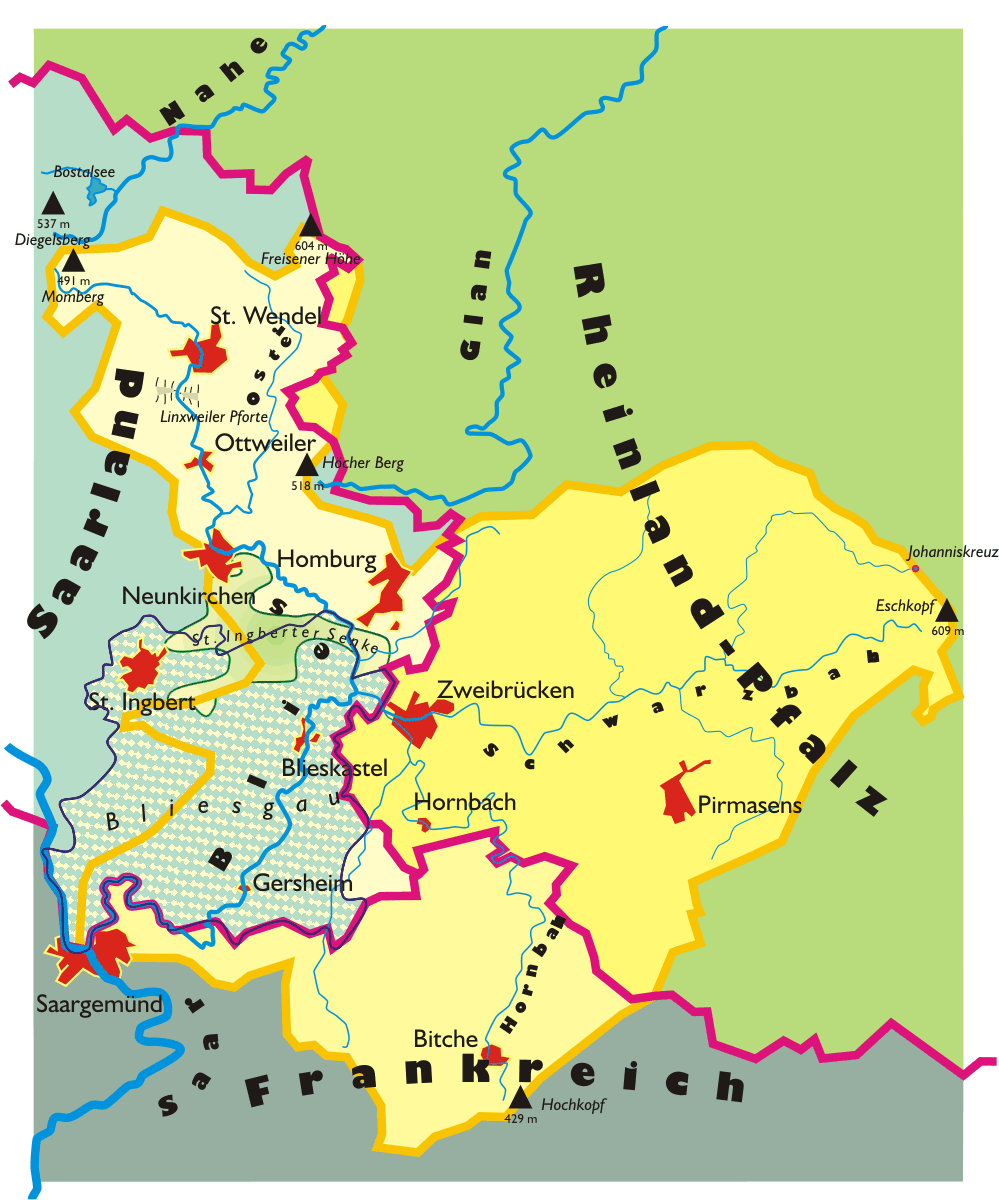
Carte du cours de la Blies et de ses affluents.

La longueur de son cours d'eau est de 99,5 km dont 19,8 km en France.

## Hydrologie
À son confluent à Sarreguemines, la Blies a un débit moyen légèrement supérieur à celui de la Sarre.
La Blies est de loin l'affluent le plus important de la Sarre. Son débit a été observé durant une période de 30 ans (1977-2007), à Bliesbruck, localité du département de la Moselle située à une quinzaine de km en amont de son confluent à Sarreguemines. Le bassin versant de la rivière est à cet endroit de 1 930 km2 soit plus ou moins 95 % de l'entièreté du bassin.
Le module de la rivière à Bliesbruck est de 18,2 m3/s. 
La Blies présente des fluctuations saisonnières nettement moindres que la Sarre qu'elle contribue donc à régulariser, avec des hautes eaux d'hiver-printemps portant le débit mensuel moyen à un niveau de 20,7 à 32,0 m3/s, de décembre à avril inclus (avec un maximum en février), et des basses eaux d'été, de juillet à septembre inclus, avec un minimum mensuel moyen de 8,26 au mois d'août (contre 4 m3 seulement pour la Sarre à Sarreguemines).

### Étiage ou basses eaux
En période d'étiage, le VCN3 peut chuter jusque 3,7 m3 (1,8 m3 pour la Sarre), en cas de période quinquennale sèche, ce qui reste très confortable pour la région.

### Crues
Les crues sont moindres que celles des autres rivières du nord du bassin de la Moselle en Lorraine. Le QIX 10 est de 210 m3/s, le QIX 20 vaut 240 m3/s tandis que le QIX 50 se monte à 280 m3. Les QIX 2 et QIX 5 valent quant à eux respectivement 130 et 180 m3. 
Cependant le débit instantané maximal enregistré a été de 466 m3/s le 21 décembre 1993, et la valeur journalière maximale était de 344 m3/s le lendemain. Ces crues semblent avoir été tout à fait exceptionnelles, puisque dépassant le QIX 50 de près de 50 %.

### Lame d'eau et débit spécifique
La Blies est une rivière moyennement abondante. La lame d'eau écoulée dans son bassin versant est de 298 millimètres annuellement, ce qui est un peu inférieur à la moyenne d'ensemble de la France tous bassins confondus (plus ou moins 320 millimètres), ainsi qu'à celle du bassin français de la Sarre (319 mm), mais nettement inférieur à la moyenne de la totalité du bassin français de la Moselle (445 millimètres à Hauconcourt). Le débit spécifique (ou Qsp) atteint 9,4 litres par seconde et par kilomètre carré de bassin.